# Đột biến dịch khung

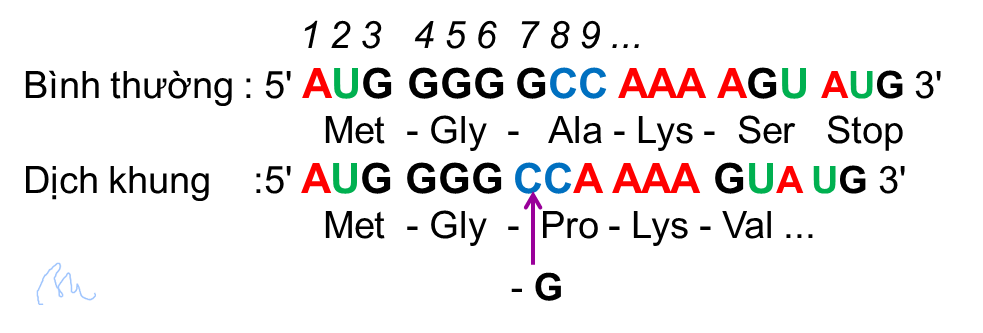
Ribônuclêôtit thứ 7 trong chuỗi mã hoá là guanin (G) bị mất, dẫn đến khung đọc mã bị lệch, làm thay đổi toàn bộ trình tự amino acid.

Đột biến dịch khung là đột biến gen làm thay đổi khung đọc mã, dẫn đến sự dịch chuyển phạm vi và nội dung tham chiếu của phức hợp dịch mã trên chuỗi pôlinuclêôtit của phân tử axit nuclêic.
Thuật ngữ này dịch từ tiếng Anh frameshift mutation (IPA: /freɪm-ʃɪft mjuˈteɪʃən/). Loại đột biến này làm khung đọc mã bị dịch chuyển, nghĩa là bị lệch đi so với kiểu tham chiếu bình thường, nên còn được dịch là đột biến lệch khung.

## Cơ chế

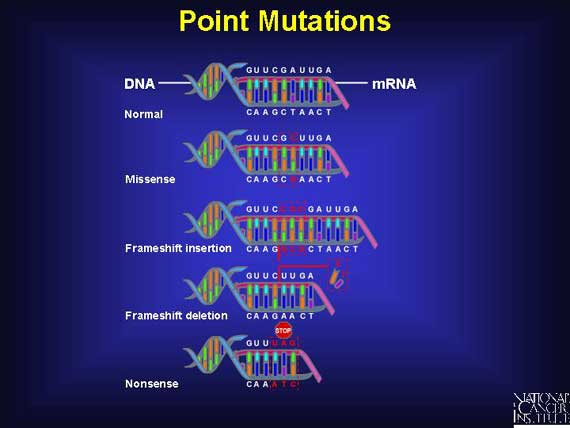
Một số dạng đột biến điểm có thể dẫn đến sai lệch khung đọc mã.

- Đột biến dịch khung thường là hậu quả của đột biến điểm dạng thêm bớt hoặc dạng đột biến vô nghĩa. Nguyên nhân gây ra những dạng đột biến này hầu hết là do các tác nhân đột biến (bức xạ, hoá chất, virut,...) tác động vào kỳ trung gian lúc DNA nhân đôi (Farabaugh, 1996). Enzym phiên mã ngược (thường là của virut) có tác động gây đột biến hơn cả: trong các thí nghiệm chỉ có 3-13% số đột biến dịch khung xảy ra do RNA pôlymeraza II bị đột biến do tác nhân lý, hoá;[4] ở vi khuẩn thì tần số đột biến dịch khung không có nguyên nhân (lỗi tự nhiên) in vitro chỉ khoảng  0,0001 và 0,00001;[5][6] còn lại là do virut.
- Các dạng đột biến điểm thêm bớt làm thay đổi gần như toàn bộ trình tự amino acid trong chuỗi pôlypeptit, vì khung đọc mã bị chuyển dịch  toàn bộ từ "điểm" đột biến. Còn dạng đột biến vô nghĩa dẫn đến chuỗi pôlypeptit ngắn bất thường.

## Hậu quả
- Trong hầu hết các trường hợp, sự lệch khung do đột biến điểm làm cho tất cả các cođon sau đột biến sẽ có một khung đọc sai hẳn so với ban đầu, do đó thường dẫn đến một loạt amino acid kể từ điểm đột biến bị thay đổi. Do đó, dẫn đến các sản phẩm gen bất thường: RNA bất thường, protein có trình tự amino acid có thể dài hơn hoặc ngắn hơn protein bình thường, thể đột biến thường bị rối loạn nghiêm trọng hoặc tử vong.[7]
- Tuy nhiên, nếu sự lệch khung do một bộ ba mã hóa được thêm (chèn) vào hoặc mất (xóa) đi, thì lại không có sự dịch chuyển  khung đọc nữa, nhưng sẽ có thêm một hoặc vài amino acid bị thiếu trong protein được dịch mã.[8]
- Một bằng sáng chế của Hoa Kỳ (5.958.684) cấp cho Leeuwen vào năm 1999, vì đã nêu chi tiết các phương pháp và thuốc thử để chẩn đoán các bệnh do hoặc liên quan đến gen có đột biến soma làm phát sinh đột biến lệch khung. Các phương pháp bao gồm cung cấp một mẫu mô hoặc chất lỏng và tiến hành phân tích gen cho đột biến lệch khung hoặc một protein từ loại đột biến này. Trình tự nucleotide của gen nghi ngờ được cung cấp từ các trình tự gen đã được công bố hoặc từ quá trình nhân bản và giải trình tự gen nghi ngờ. Trình tự amino acid được mã hóa bởi gen sau đó được dự đoán.[9] Thay vì protein được mã hóa có kích thước cụ thể nhất định, nó sẽ ngắn hơn nhiều và sẽ không thể hoàn thành vai trò đã được đặt ra cho nó.  Nhiều trường hợp dẫn đến ung thư.[8][9]